# Gran dodecicosacrono
En geometría, el gran dodecicosacrono (o gran trisicosaedro díptero) es el dual del gran dodecicosaedro (U63). Tiene 60 caras en forma de antiparalelogramo que se cruzan entre sí.

## Proporciones

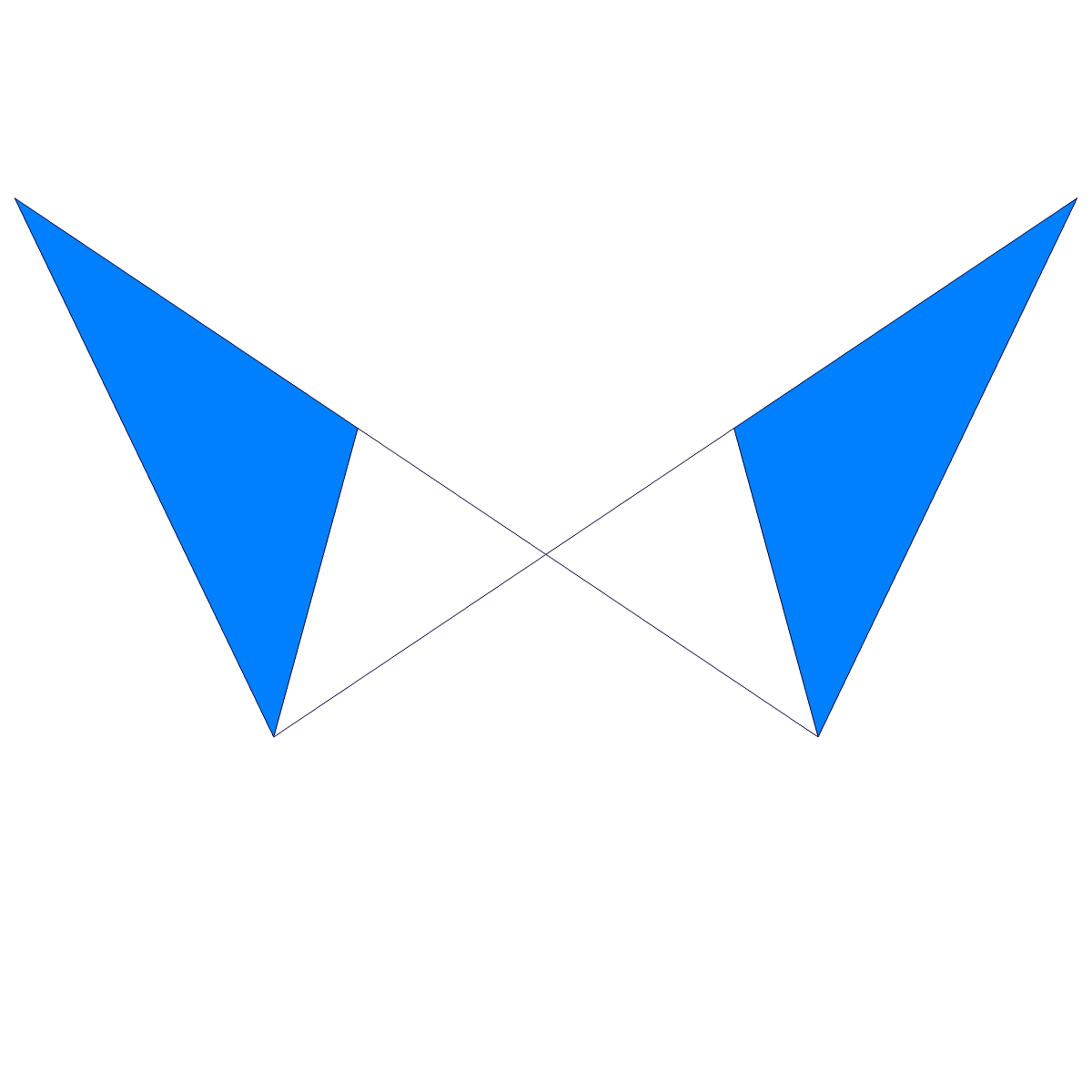
Forma de las caras

Cada cara tiene dos ángulos de {\displaystyle \arccos({\frac {3}{4}}+{\frac {1}{20}}{\sqrt {5}})\approx 30.480\,324\,565\,36^{\circ }} y dos ángulos de {\displaystyle \arccos(-{\frac {5}{12}}+{\frac {1}{4}}{\sqrt {5}})\approx 81.816\,127\,508\,183^{\circ }}. Las diagonales de cada antiparalelogramo se cortan en un ángulo de {\displaystyle \arccos({\frac {5}{12}}-{\frac {1}{60}}{\sqrt {5}})\approx 67.703\,547\,926\,46^{\circ }}. Su ángulo diedro es igual a {\displaystyle \arccos({\frac {-44+3{\sqrt {5}}}{61}})\approx 127.686\,523\,427\,48^{\circ }}. La relación entre las longitudes de los bordes largos y los cortos es igual a {\displaystyle {\frac {1}{2}}+{\frac {1}{2}}{\sqrt {5}}}, que es el número áureo. Parte de cada unas de las caras se encuentra dentro de la figura, por lo que no son totalmente visibles en los modelos sólidos.